# Chạy ngay đi
"Chạy ngay đi" (tiếng Anh: "Run Now", tiếng Thái: เรียกใช้เดี๋ยวนี้) là một bài hát của ca sĩ kiêm sáng tác nhạc Sơn Tùng M-TP, được phát hành song song cùng video âm nhạc phát hành trên YouTube vào lúc 0:00 (GMT+7) ngày 12 tháng 5 năm 2018 bởi M-TP Entertainment – công ty do chính Tùng điều hành. Đây là ca khúc đầu tiên của Sơn Tùng M-TP được phát hành trong năm 2018 cũng như ca khúc đầu tiên trong lần quay trở lại sau hơn một năm "vắng bóng".
"Chạy Ngay Đi" là một ca khúc thuộc thể loại hip-hop được pha trộn với R&B, mang một phong cách ma mị, cũng những màu sắc "lạ" và "độc" và được đánh giá là hoàn toàn khác biệt so với phong cách mà Sơn Tùng M-TP đã từng theo đuổi. Video âm nhạc của ca khúc này còn có sự tham gia của nữ diễn viên người Thái Lan Davika Hoorne.
Bài hát nhận được nhiều lời khen nhưng cũng không ít bình luận trái chiều cho rằng nó có lời hát khó nghe và kém hơn những ca khúc trước của Sơn Tùng M-TP như "Lạc Trôi", "Em Của Ngày Hôm Qua" và "Nơi Này Có Anh". Tuy nhiên, ca khúc đánh dấu sự trở lại của Sơn Tùng M-TP lại có sức hút mạnh mẽ. Chỉ sau 24 giờ phát hành, MV của ca khúc "Chạy Ngay Đi" đã trở thành ca khúc được xem nhiều nhất thế giới trên YouTube với 22 triệu lượt xem do đơn vị bản quyền Youtube Metub cung cấp. là video âm nhạc thu hút lượt xem nhiều nhất trên toàn cầu, lượt xem lớn nhất khu vực Châu Á - Thái Bình Dương năm 2018; nắm giữ Top 1 Thịnh hành tại Việt Nam, Top 2 thịnh hành tại Nhật Bản và còn xuất hiện trong Top thịnh hành tại nhiều quốc gia khác như Đức, Hàn Quốc, Đài Loan, Canada, Úc, Singapore...
Mặc dù gây tranh cãi xoay quanh việc đạo ý tưởng và xúc phạm tôn giáo, video âm nhạc của "Chạy Ngay Đi" đã giúp Sơn Tùng M-TP nhận được một đề cử quan trọng ở hạng mục "Video âm nhạc của năm" tại Giải thưởng Âm nhạc Cống hiến 2019.

## Sản xuất

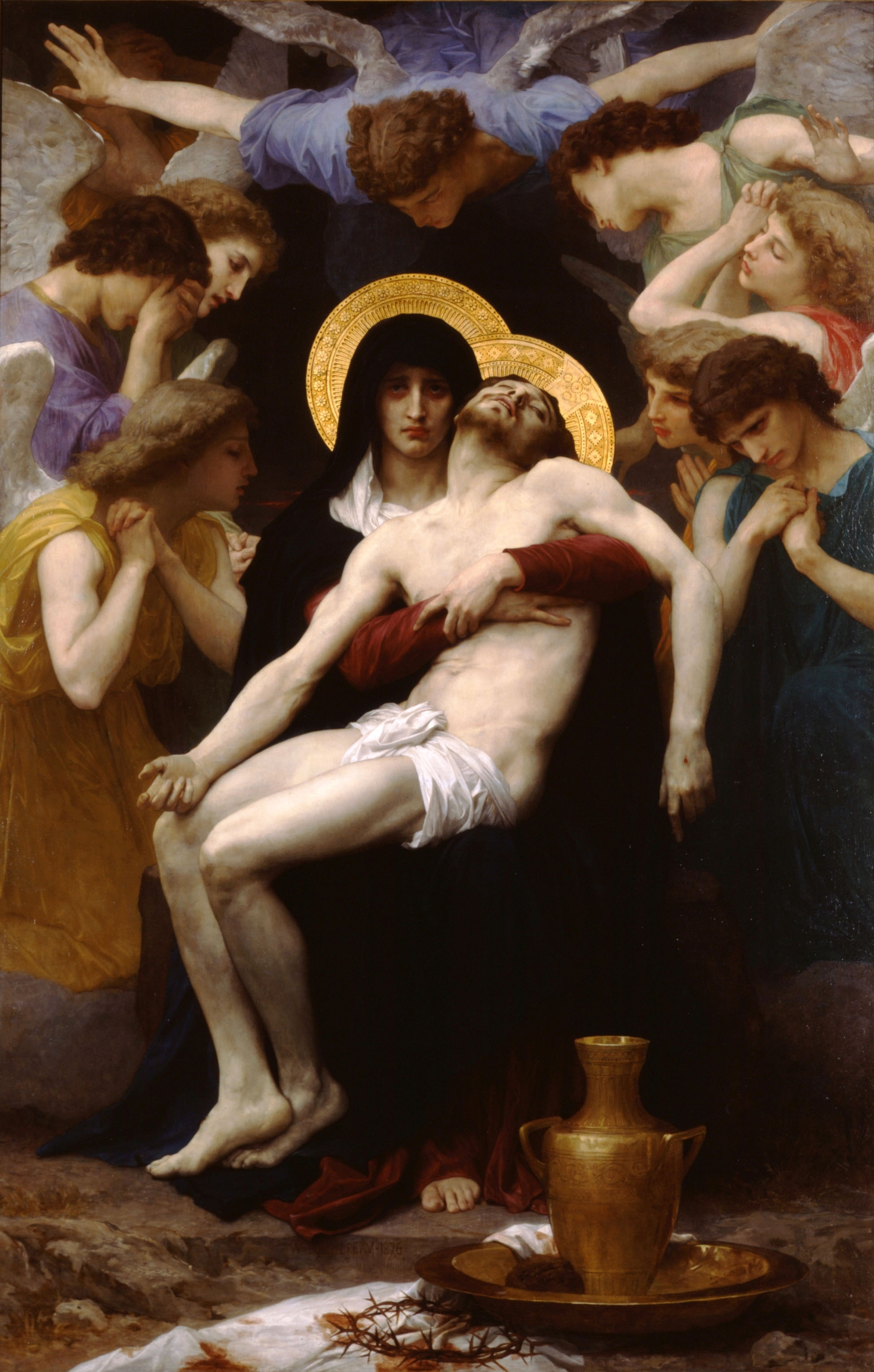
Sự xuất hiện của tác phẩm Pietà (1876), của họa sĩ William-Adolphe Bouguereau, trong video gây tranh cãi trong cộng đồng Kitô giáo

Video âm nhạc "Chạy Ngay Đi" chính thức được phát hành trên YouTube vào lúc 0 giờ 0 phút (múi giờ GMT+7) vào ngày 12 tháng 5 năm 2018. Video có sự xuất hiện của Sơn Tùng và diễn viên Thái Lan Davika Hoorne.
Ca khúc nhận được nhiều ý kiến khen ngợi về mặt hình ảnh. Tuy nhiên, một số bình luận cho rằng sản phẩm mới của Sơn Tùng có lời bài hát khó nghe và thậm chí là kém hơn so với các ca khúc trước đó. Video ca nhạc cũng gây nhiều tranh cãi xoay quanh việc đạo ý tưởng và xúc phạm tôn giáo. Cụ thể, video được cho là bắt chước ý tưởng từ video âm nhạc Body của ca sĩ K-Pop Mino và được lý giải là do cả hai video âm nhạc đều được sản xuất bởi ekip KOINRUSH. Hình ảnh bức tranh Đức Mẹ sầu bi bị đốt cháy ở phần cuối của video âm nhạc đã bị nhiều người lên án khi cho rằng đây là một hành động phỉ báng Công giáo. Tuy nhiên, đại diện phụ trách Truyền thông Văn phòng Tổng giáo phận Thành phố Hồ Chí Minh cho rằng hành động trong video âm nhạc không ảnh hưởng đến cộng đồng, không có chứng cứ khẳng định xúc phạm tín ngưỡng Công giáo. Báo Tuổi Trẻ Online cho rằng bản thân bức tranh chỉ có ý nghĩa trang trí. Nhạc sĩ Trần Minh Phi - một người theo Công giáo lại cho rằng hành động này là cố ý nhưng với mục đích "dâng view" cho sản phẩm.

## Đón nhận
Ngay sau khi ra mắt, bài hát đã đứng đầu bảng xếp hạng thịnh hành trên Youtube ở Việt Nam, đứng thứ 2 ở Nhật Bản, thứ 21 ở Đài Loan, 43 ở Úc và Canada. Video chính thức của "Chạy Ngay Đi" trên YouTube đã có hơn 1 triệu lượt xem chỉ sau 18 phút, trở thành video nhanh nhất trên YouTube đạt mốc 1 triệu lượt xem ở Việt Nam. Tính đến lúc 19 giờ cùng ngày, video đã đạt trên 14 triệu lượt xem. Sau 24 giờ phát hành, MV đã có gần 18 triệu lượt xem (con số này là 22 triệu theo trang nội bộ của Metub Network – đơn vị quản lý kênh YouTube của Sơn Tùng) và đứng hạng 1 trên bảng xếp hạng "Các video ca nhạc có nhiều lượt xem nhất" (trong 24 giờ) của Kworb. Sau một tuần ra mắt (tức ngày 19 tháng 5 năm 2018), sản phẩm đã có hơn 51 triệu lượt xem. Đến ngày 9 tháng 11 năm 2018, MV chính thức đạt 100 triệu lượt xem.

## Phiên bản phối lại
Phiên bản phối lại có tên "Chạy ngay đi (Onionn Remix)" do Onionn. sản xuất đã được phát hành trên YouTube vào đúng ngày 5/7 để mừng sinh nhật tuổi 24 của Sơn Tùng M-TP và gửi tặng fan. Sản phẩm được phối mới, pha chút hơi hướng jazz và bossa nova trên nền R&B. Nội dung MV được xây dựng tối giản hóa, tập trung vào phút trình diễn ngẫu hứng, nổi loạn giữa một anh chàng thất tình và chàng nhạc công trong quán bar. Phần hình ảnh mang màu sắc retro, góc quay biến đổi liên tục, mang lại hiệu ứng thị giác. Phiên bản mới của Chạy Ngay Đi được khán giả đánh giá bắt tai hơn so với bản phối gốc mang màu sắc ma mị. Việc thay thế những nhạc cụ điện tử thành các nhạc cụ sống như kèn, đàn dây, guitar bass, guitar điện tạo cho người nghe cảm giác như đang nghe một ban nhạc trình diễn live. Giọng hát của Sơn Tùng M-TP trong phiên bản này cũng được nhận xét rõ lời, dễ nghe hơn.